# Невкі
Невкі — річка в Україні, у Білогірському районі Хмельницької області. Ліва притока Полкви (басейн Дніпра).

## Опис
Довжина річки 10 км. Площа басейну 31,8 км².

## Розташування
Бере початок на північному заході від Антонівки. Спочатку тече на північний захід, а потім на північний схід через Погорільці і на південно-східній околиці Миклашів впадає у річку Полкву, праву притоку Горині.